# Эрнандес Гонсалес, Диего
Диего Мануэль Эрнандес Гонсалес (исп. Diego Manuel Hernández González; род. 22 июня 2000, Монтевидео) — уругвайский футболист, вингер клуба «Монтевидео Уондерерс».

## Клубная карьера
Эрнандес — воспитанник столичного клуба «Монтевидео Уондерерс». В 2020 году в матче против «Пласа Колония» он дебютировал в уругвайской Примере. 18 января 2021 года в поединке против «Дефенсор Спортинг» Диего забил свой первый гол за «Монтевидео Уондерерс». 